# Mbalmayo
Mbalmayo è un comune del Camerun, capoluogo del dipartimento di Nyong e So'o nella regione del Centro. Sorge sulle rive del fiume Nyong, a 50 km a sud dalla capitale Yaoundé.
La sua maggiore risorsa è l'agricoltura ed è importante come centro per l'educazione e la formazione. Fa parte della Diocesi di Mbalmayo, diocesi cattolica che dipende dall'Arcidiocesi di Yaoundé.